# Mohammadalí Chodžastepur
Mohammadalí Chodžastepur Birang (1931 Tabríz – 2007 Spojené státy americké) byl íránský zápasník, olympijský medailista z roku 1956.

## Sportovní kariéra
Narodil se v íránském Ázerbájdžánu v Tabrízu, ale od svých 9 let žil s rodiči v hlavním města Teheránu. Zápasení v národním stylu se věnoval od svých 14 let v populární zurkáně Púlád. V Púládu se počátkem padesátých let dvacátého století začal věnovat olympijskému zápasu ve volném stylu pod vedením Hamída Mahmúdpura.
V íránské reprezentaci se pohyboval od roku 1952 ve váze do 52 kg, ale dlouho byl reprezentační dvojkou za Mahmúdem Mollágásemím. V roce 1956 však dostal v íránské olympijské nominaci na olympijské hry v Melbourne před Mollágásemím přednost. Riskantní tah se reprezentačnímu trenérovi Habíbolláhu Bolúrovi vyplatil. Ve čtvrtém kole porazil favorizovaného Turka Hüseyina Akbaşe a v posledním kole mu stačila jakákoliv výhra s gruzínským Sovětem Mirianem Calkalamanidzem k zisku zlaté olympijské medaile. Zápas s Calkalamanidzem však nezvládl, ve čtvrté minutě se nechal chytit na žíněnce a prohrál na lopatky. Získal stříbrnou olympijskou medaili.
Sportovní kariéru ukončil v roce 1960, potom, co se nevešel do olympijského týmu pro start na olympijských hrách v Římě. Věnoval se trenérské práci. V roce 2006 odjel za synem do Spojených států, kde zemřel po srdeční slabosti na perský nový rok Nourúz v březnu 2007.

## Výsledky

### Volný styl
| Turnaj            | 1956 | 1957 | 1958 | 1959 |
| Turnaj            | 25   | 26   | 27   | 28   |
| Turnaj            | -52  | -52  | -52  | -52  |
| ----------------- | ---- | ---- | ---- | ---- |
| Olympijské hry    | 2.   |      |      |      |
| Mistrovství světa |      | —    |      | 4.   |
| Asijské hry       |      |      | —    |      |